# Jonas Jerebko
Jonas Jerebko (Kinna, 2 de março de 1987) é um jogador sueco de basquete profissional que atualmente joga pelo Golden State Warriors, disputando a National Basketball Association (NBA). Foi draftado em 2009 na segunda rodada pelo Detroit Pistons.

## Estatísticas na NBA

#### Temporada regular
| Ano     | Equipe  | PJ  | PT | MPP  | %TC  | %3P  | %TL  | RPP | APP | ROB | TPP | PPP |
| ------- | ------- | --- | -- | ---- | ---- | ---- | ---- | --- | --- | --- | --- | --- |
| 2009-10 | Detroit | 80  | 73 | 27.9 | .481 | .313 | .710 | 6.0 | .7  | 1.0 | .4  | 9.3 |
| 2011-12 | Detroit | 64  | 13 | 22.9 | .468 | .302 | .806 | 4.8 | .7  | .6  | .3  | 8.7 |
| 2012-13 | Detroit | 49  | 2  | 18.2 | .449 | .301 | .773 | 3.8 | .9  | .8  | .2  | 7.7 |
| 2013-14 | Detroit | 64  | 0  | 11.6 | .471 | .419 | .729 | 2.7 | .6  | .3  | .1  | 4.2 |
| 2014-15 | Detroit | 46  | 0  | 15.3 | .460 | .368 | .861 | 3.1 | .9  | .6  | .2  | 5.2 |
| 2014-15 | Boston  | 29  | 0  | 18.2 | .431 | .406 | .833 | 4.8 | 1.0 | .7  | .2  | 7.1 |
| 2015-16 | Boston  | 78  | 0  | 15.1 | .413 | .398 | .782 | 3.7 | .8  | .3  | .3  | 4.4 |
| Total   |         | 410 | 88 | 18.9 | .458 | .353 | .766 | 4.2 | .8  | .6  | .3  | 6.7 |

### Playoffs
| Ano   | Equipe | PJ | PT | MPP  | %TC  | %3P  | %TL  | RPP | APP | ROB | TPP | PPP |
| ----- | ------ | -- | -- | ---- | ---- | ---- | ---- | --- | --- | --- | --- | --- |
| 2015  | Boston | 4  | 0  | 17.0 | .333 | .000 | .500 | 3.5 | .3  | .5  | .3  | 2.8 |
| 2016  | Boston | 6  | 4  | 27.0 | .478 | .318 | .800 | 6.8 | 1.7 | .3  | .7  | 9.2 |
| Total |        | 10 | 4  | 23.0 | .443 | .269 | .714 | 5.5 | 1.1 | .4  | .5  | 6.6 |